# Retinopatia
Retinopatia é qualquer dano à retina dos olhos, o que pode causar deficiência visual. Retinopatia geralmente se refere à doença vascular da retina ou dano à retina causado por fluxo sanguíneo anormal. A degeneração macular relacionada à idade é tecnicamente incluída no termo genérico retinopatia, mas é frequentemente discutida como uma entidade separada. A retinopatia, ou doença vascular da retina, pode ser amplamente categorizada em tipos proliferativos e não proliferativos. Frequentemente, a retinopatia é a manifestação ocular de uma doença sistêmica, como visto em diabetes ou hipertensão. A diabetes é a causa mais comum de retinopatia nos EUA desde 2008. A retinopatia diabética é a principal causa de cegueira em pessoas em idade de trabalhar. É responsável por cerca de 5% dos casos de cegueira em todo o mundo e é considerada uma doença ocular prioritária pela Organização Mundial da Saúde.

## Sinais e sintomas
Muitas pessoas geralmente não apresentam sintomas até a doença já estar em estado avançado. Quando os sintomas se apresentam, normalmente já há danos irreversíveis. Os sintomas geralmente não são dolorosos e podem incluir:
- Hemorragia vítrea
- Moscas volantes, pequenos objetos que aparentam flutuar pelo campo de visão
- Diminuição da acuidade visual
- "Cortina caindo" sobre os olhos

## Fisiopatologia
O desenvolvimento da retinopatia pode ser dividido em tipos proliferativos e não proliferativos. Ambos os tipos causam doenças ao alterarem o fluxo sanguíneo normal para a retina por meio de mecanismos diferentes. A retina é suprida por pequenos ramos vasculares da artéria central da retina.
A retinopatia proliferativa refere-se a danos causados pelo crescimento anormal dos vasos sanguíneos. Normalmente, a angiogênese é uma parte natural do crescimento e formação do tecido. Quando há uma taxa anormalmente alta ou rápida de angiogênese, ocorre um crescimento excessivo de vasos sanguíneos chamado neovascularização.
No tipo não proliferativo, o fluxo sanguíneo anormal para a retina ocorre devido a danos diretos ou ao comprometimento dos vasos sanguíneos. Muitas causas de retinopatia podem ser simultaneamente proliferativas e não proliferativas, embora algumas causas estejam mais associadas a um tipo.

### Retinopatia não proliferativa
A retinopatia não proliferativa é frequentemente causada por danos diretos ou remodelação dos pequenos vasos sanguíneos que irrigam a retina. Muitas causas comuns de danos não proliferativos incluem retinopatia hipertensiva, retinopatia da prematuridade, retinopatia por radiação, retinopatia solar, retinopatia falciforme e retinopatia anêmica (incluindo secundária à deficiência de vitamina B12).
Existem três mecanismos principais de dano na retinopatia não proliferativa: dano ou remodelação dos vasos sanguíneos, dano direto à retina ou oclusão dos vasos sanguíneos.
O primeiro mecanismo é o dano indireto pela alteração dos vasos sanguíneos que irrigam a retina. No caso da hipertensão, as altas pressões no sistema causam o espessamento das paredes da artéria, o que reduz efetivamente a quantidade de fluxo sanguíneo para a retina. Essa redução no fluxo causa isquemia tecidual, levando a danos. A aterosclerose, ou endurecimento e estreitamento dos vasos sanguíneos, também reduz o fluxo para a retina.
O segundo mecanismo é o dano direto à retina, geralmente causado por radicais livres que causam danos oxidativos à própria retina. As retinopatias solar, por radiação, e da prematuridade, se enquadram nesta categoria.
O terceiro mecanismo comum é a oclusão do fluxo sanguíneo. Isso pode ser causado pelo bloqueio físico dos vasos dos ramos da artéria retiniana ou pelo estreitamento das artérias. Novamente, o resultado é a redução do fluxo sanguíneo para a retina, causando danos ao tecido. A anemia falciforme compromete o fluxo sanguíneo, fazendo com que o sangue fique espesso e flua lentamente pelas artérias da retina, podendo resultar em retinopatia. Outros distúrbios que causam a síndrome de hiperviscosidade também podem causar espessamento do sangue. Por fim, coágulos ou trombose da artéria central bloqueiam diretamente o fluxo para a retina, causando a morte das células.

### Retinopatia proliferativa

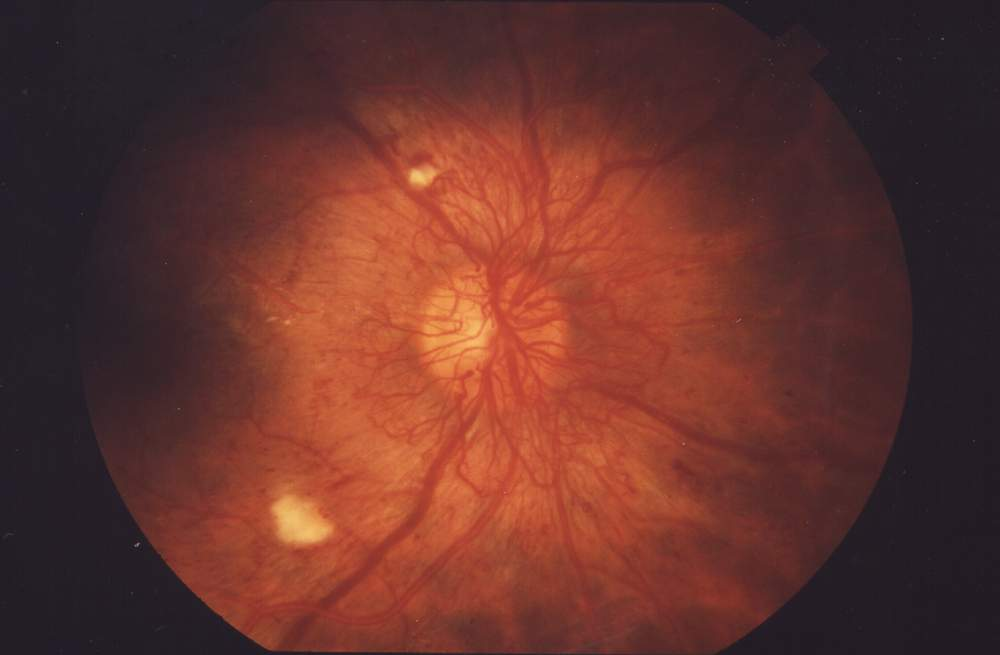
Retinopatia proliferativa durante exame

A retinopatia proliferativa é o resultado do fluxo sanguíneo anormal para a retina devido ao crescimento excessivo de vasos sanguíneos, ou neovascularização. Esses vasos sanguíneos patologicamente crescidos são frequentemente frágeis, fracos e ineficazes na perfusão dos tecidos da retina. Esses vasos fracos e frágeis também costumam apresentar vazamentos, permitindo que fluidos, proteínas e outros detritos vazem para a retina. Eles também são propensos a hemorragias devido à sua baixa resistência. Isso torna os tipos proliferativos de retinopatia mais arriscados, uma vez que a hemorragia vascular geralmente leva à perda de visão e à cegueira. Muitas das causas mencionadas na retinopatia não proliferativa também podem causar retinopatia proliferativa em estágios posteriores. Angiogênese e neovascularização tendem a ser uma manifestação tardia da retinopatia não proliferativa. Muitos tipos de retinopatias não proliferativas resultam em isquemia tecidual ou dano direto à retina. O corpo responde tentando aumentar o fluxo sanguíneo para os tecidos retinianos danificados. A diabetes mellitus, que causa retinopatia diabética, é a causa mais comum de retinopatia proliferativa no mundo.

### Outras causas
Há raros casos retinopatias causadas por mutações genéticas, geralmente ligadas ao cromossomo X, incluindo a família de genes NDP que causam doença de Norrie, FEVR e doença de Coats, entre outras. Evidências emergentes sugerem que pode haver uma predisposição genética em pacientes que desenvolvem retinopatia da prematuridade e retinopatia diabética. Lesões e traumas, especialmente na cabeça, além de diversas diversas doenças, podem causar retinopatia de Purtscher. Esforços físicos como levantamento de peso e exercícios aeróbicos, tosse, espirros, esforço para evacuar, vômitos, relações sexuais, encher balões, tocar instrumentos musicais, ressuscitação cardiopulmonar ou lesões por compressão podem causar retinopatia de Valsalva.

## Diagnóstico
A retinopatia é diagnosticada por um oftalmologista ou optometrista durante um exame oftalmológico. O diagnóstico envolve exame da retina, na parte posterior do olho. A retinografia estereoscópica é o padrão ouro para o diagnóstico de retinopatia.

## Acesso ao tratamento
Existem programas de telemedicina que permitem a obtenção de imagens da retina usando equipamentos especialmente projetados. Essas imagens podem ser compartilhadas eletronicamente com especialistas em outros locais para revisão.

## Prevenção
A retinopatia é frequentemente uma doença secundária, causada por outras condições como a diabetes ou hipertensão. Foi demonstrado que controlar os níveis de açúcar no sangue e a pressão arterial ajuda a diminuir a incidência de retinopatia.
Além do controle do açúcar no sangue e da pressão arterial, há outras modificações de estilo de vida que podem ajudar. Exercícios regulares podem ajudar a diminuir a incidência e a progressão da retinopatia. O tratamento da apneia do sono, para quem sofre da condição, também pode ajudar.

## Tratamento
O tratamento é baseado na causa da retinopatia e pode incluir terapia a laser na retina. A terapia de fotocoagulação a laser tem sido o tratamento padrão para muitos tipos de retinopatia. Evidências mostram que a terapia a laser é geralmente segura e melhora os sintomas visuais nas retinopatias de origem em anemia falciforme e diabética.
O fator de crescimento endotelial vascular (VEGF) parece desempenhar um papel vital na promoção da neovascularização. O uso de medicamentos anti-VEGF (anticorpos para sequestrar o fator de crescimento) em pesquisas mostrou redução significativa na extensão do crescimento vascular. Evidências de baixa qualidade apoiam o uso de anticorpos anti-VEGF, como bevacizumabe ou pegaptanibe, que parecem melhorar os resultados quando usados em conjunto com a terapia a laser para tratar a retinopatia da prematuridade, no entanto, os efeitos sistêmicos de longo prazo não são conhecidos. As evidências são mais escassas para o tratamento da retinopatia diabética. O uso de medicamentos anti-VEGF não pareceu melhorar os resultados de forma clinicamente significativa quando comparado à terapia a laser padrão para retinopatia diabética.

## Epidemiologia
As duas causas mais comuns de retinopatia incluem retinopatia diabética e retinopatia da prematuridade. A retinopatia diabética afeta cerca de 5 milhões de pessoas e a retinopatia da prematuridade afeta cerca de 50.000 bebês prematuros a cada ano em todo o mundo. A retinopatia hipertensiva é a segunda causa mais comum, afetando de 3 a 14% de todos os adultos não diabéticos.